# بحيرة تامبلينغان
بحيرة تامبلينغان (بالإندونيسية: Danau Tamblingan) هي بحيرة صغيرة تقع في منطقة بيديغول الجبلية شمال جزيرة بالي في إندونيسيا، تُعد واحدة من ثلاث بحيرات متجاورة تشكّلت في فوهات بركانية قديمة، إلى جانب بحيرتي بويان وبرايتان.

## نبذه
تتميز البحيرة بموقعها في محمية طبيعية على ارتفاع يزيد عن 1,200 متر فوق مستوى سطح البحر، وتحيط بها الغابات الاستوائية والمناطق الجبلية الخضراء، مما يمنحها طابعًا هادئًا وبيئة غير مطورة سياحيًا مقارنةً بباقي المناطق السياحية في بالي.
يُحيط بالبحيرة عدد من المعابد الهندوسية الصغيرة التي تعكس الطابع الروحي والثقافي المحلي، ويُعتقد أن المنطقة كانت مأهولة قديمًا، حيث تُشير آثار الاستيطان إلى نشاط ديني في القرون الوسطى.
تُعد تامبلينغان وجهة لمحبي الطبيعة والمشي في الغابات والتصوير الفوتوغرافي، كما تُوفر إطلالات ساحرة تُناسب السياحة البيئية والثقافية بعيدًا عن الزحام.